# فینئاس بنینگ
فینئاس بنینگ (Phineas Banning)‏ (۱۹ اوت ۱۸۳۰–۸ مارس ۱۸۸۵)، تاجر، سرمایه‌گذار و کارآفرین آمریکایی بود.
او که به «پدر بندر لس آنجلس» شناخته می‌شد، یکی از مؤسسین شهرک ویلمینگتون در شهرستان لس آنجلس کالیفرنیا بود که براساس محل تولدش نامگذاری شده بود. انگیزه و جاه‌طلبی او اساس چیزی را بنا نهادند که بعدها به شلوغترین بنادر جهان مبدل گشت.
بنینگ در کنار عملیات تجارت محموله دلیجانی را بین سان پدرو و ویلمینگتون راه اندازی کرد و بعدها بین بانینگ کالیفرنیا که به افتخارش نامگذاری شده بود و یومای آریزونا.
او طی جنگ داخلی از تسلیم زمین به ارتش اتحادیه برای ساخت یک دژ در ویلمینگتون در «درام باراکس» اجتناب کرد. او یک سرتیپ را برای تیپ اول شبه‌نظامیان گماشت و عنوان ارتشبد را برای بقیه عمرش به کار برد.

## اوان زندگی
بنینگ در ویلمینگتون دلاور بدنیا آمد، او هفتمین از یازده فرزند جان آلفورد بنینگ (۱۷۹۰–۱۸۵۱) و الیزابت لوبر (۱۷۹۱–۱۸۶۱) بود. او در سن ۱۳ سالگی به فیلادلفیا نقل مکان کرد تا با مؤسسه حقوقی بزرگترین برادرش کار کند. بنینگ در اواخر نوجوانی بر روی کارگاه کشتی‌سازی فیلادلفیا کار می‌کرد. در سن ۲۰ سالگی او برای ساخت مسیری به مقصد کالیفرنیای جنوبی که در آن زمان نامتعارف بود ثبت نام کرد.

## کالیفرنیا و تجارت
بنینگ در ۱۸۵۱ میلادی، پس از سفر دریایی و زمینی طولانی که شامل عبور از باریکه خاکی پاناما بود، قبل از سوار شدن بر کشتی دیگری به کالیفرنیا در سان پدروی کالیفرنیا وارد گردید. او که ۲۱ سال داشت بلند پرواز بوده و در روستای ماهیگیری سان پدرو کار می‌کرد. در ابتدا در مغازه و سپس راننده دلیجان در خطی بود که دهکده را با دهکده سرخپوستان لس آنجلس متصل می‌کرد، شهرکی با جمعیتی کمتر از ۲۰۰۰ نفر در بیست مایلی (سی کیلومتری) شمالی.
بنینگ برای یک دوره یک ساله در شورای مشترک لس آنجلس انتخاب شد که پیکره حاکمیتی شهر از ۱۰ مه ۱۸۵۸ تا ۹ مه ۱۸۵۹ میلادی بود.
بنینگ شرکت اسکان و ترابرد دریایی خویش را آغاز کرد. واگن‌های دلیجان بنینگ در دهه ۱۸۶۰ میلادی به شهر دریاچه نمک در زمین‌های طلای رودخانه کرن سفر می‌کرد، جایی که چیدمان نظامی جدیدی در یومای آریزونا در مناطق مسکونی مورمون‌ها در سن برناردینوی کالیفرنیا و در قوسی حول منطقه جنوبی کالیفرنیا در آنجا قرار داشت.
بنینگ متأثر از منافع تجاری حاصله از استقرار قرار نگرفت. او همچنین شروع به توسعه بندر و لنگرگاه‌ها در سن پدرو نمود. او این توسعه را از همان اوایل به عنوان مکان‌های تبادل غیرقانونی برای هیئت اعزامی کالاهای قاچاق طی دوره‌های اسپانیایی و مکزیکی شروع نموده و آنجا را به مکان تجاری مؤثری تبدیل نمود. بنینگ و گروهی از سرمایه‌گذاران کالیفرنیای جنوبی اواخر دهه ۱۸۵۰ میلادی ۶۴۰ جریب فرنگی (۲٫۶ کیلومتر مربع) از زمین‌های مجاور سن پدرو را برای توسعه بندر خریداری نمودند. خرید این زمین تحت عنوان «ویلمینگتون» بود، این نامگذاری برحسب محل تولد بنینگ در دلاور صورت پذیرفت و تأسیسات او به سرزمین بنینگ شناخته شد. بنینگ سودها را از شبکه‌های تجاری خود در امر توسعه مجتمع بندری ماهرانه تری برای ایجاد جاده‌ها، تلگراف‌ها و سایر خطوط ارتباطی به لس آنجلس سرمایه‌گذاری کرد. در ۱۸۵۹ میلادی، اولین کشتی اقیانوس‌پیما در بندر لس آنجلس-ویلمینگتن پهلو گرفت و دهه ۱۸۶۰ میلادی نیز آغاز تجارت‌های دریایی بزرگ مقیاس بین سن پدرو و کشتی‌های لنگر گرفته در بخش‌های عمیقتر بندرگاه را به خود دید. بعد از لایروبی که توسط حکومت تأمین مالی گشت، عمق بندرگاه بیشتر شده و موج‌شکن‌هایی ایجاد شدند و موجب رشد و توسعه بندرگاه شد.